# Romain Grosjean
Romain Grosjean (Ginebra, Suïssa, 17 d'abril de 1986) és un pilot franco-suís de Fórmula 1. Actualment competeix en la Temporada 2022 de Indycar amb l'equip Andretti Autosport.

## Trajectòria
Inicià la seva trajectòria en les curses de karting, debutant com a professional el 2003 a la Fórmula Renault 1600 suïssa, on es proclamà campió. L'any 2005 guanyà la Fórmula Renault 2000, fet que li pereté ingressar al Programa RDD de Renault de desenvolupament de joves pilots.
L'any 2006 debuta a la Fórmula 3, aconseguint el títol l'any 2007, any en què també és incorporat com a pilot provador de l'equip Renault F1 de Fórmula 1. Posteriorment participà en el campionat de les GP2 Àsia, on aconseguí també alçar-se amb el títol del 2008.
L'any 2009, davant dels mals resultats de Nelson Piquet Jr., Grosjean es convertí en pilot de Renault F1 a partir del Gran Premi d'Europa del 2009. Va participar en 7 grans premis.
L'any 2010 va competir en l'Auto GP (4 victòries) i en el Campionat del món de la FIA GT1 (2 victòries).
L'any 2011 va tornar a la GP2 Àsia (1 victòria) i va competir a les GP2 Series (5 victòries).
El 2012, torna a la Fórmula 1 per competir amb l'escuderia Lotus F1 Team, fent parella amb Kimi Räikkönen.
L'any 2016 signà per l'equip Haas F1 Team on hi va competir fins a la seva retirada després de l'accident al Gran Premi de Bahrain de 2020.
El 2021 començà a competir a la Indycar, competint amb el dorsal 51 per l'equip Dale Coyne Racing. El 2022, deixà l'equip per unirse a Andretti Autosport, competint amb el dorsal 28.